# Proterops basalis
Proterops basalis är en stekelart som beskrevs av Walker 1874. Proterops basalis ingår i släktet Proterops och familjen bracksteklar. Inga underarter finns listade i Catalogue of Life.